# Keratocephalus moloch
Keratocephalus moloch és una espècie extinta de sinàpsid de la família dels tapinocefàlids que visqué al sud d'Àfrica durant el Capitanià (Permià mitjà). Se n'han trobat restes fòssils a la província sud-africana del Cap Occidental. És l'única espècie coneguda del gènere Keratocephalus. Feia 250-300 cm de llargada i pesava 700-1.000 kg. La llargada del musell era força variable. El nom genèric Keratocephalus significa 'cap banyut' en llatí.